# Osobní asistence
Osobní asistence je placená sociální služba pomáhající osobám, které z důvodu zdravotního postižení, věku nebo nemoci potřebují pomoc v běžných činnostech života. Osobní asistent pomáhá klientovi v oblastech, ve kterých potřebuje pomoc druhé osoby, jež zahrnují hygienu, sebeobsluhu, chod domácnosti, kontakt se sociálním prostředím a veškerou pomoc při prosazování zájmů a práv daného člověka.
Osobní asistence patří do terénních sociálních služeb, stejně jako pečovatelská služba. Podle odborníků se pečovatelská služba zaměřuje více na obstarávání domácnosti, péči o tělo a stravování. Osobní asistent, jak už bylo uvedeno, pomáhá klientovi s čímkoli, co ten člověk chce nebo potřebuje dělat, ale nezvládne to sám.

## Česká právní úprava
Osobní asistenci upravuje § 39 zákona č. 108/2006 Sb., o sociálních službách, který tuto službu řadí mezi služby terénní sociální péče. Služba se poskytuje bez časového omezení, probíhá v přirozeném sociálním prostředí osob a při činnostech, ke kterým potřebují pomoc jiné fyzické osoby. Jsou zde definovány následující základní činnosti, které služba obsahuje:
- pomoc při zvládání běžných úkonů péče o vlastní osobu,
- pomoc při osobní hygieně,
- pomoc při zajištění stravy,
- pomoc při zajištění chodu domácnosti,
- výchovné, vzdělávací a aktivizační činnosti,
- zprostředkování kontaktu se společenským prostředím a
- pomoc při uplatňování práv, oprávněných zájmů a při obstarávání osobních záležitostí.

O jaké úkony jde, konkrétně rozvádí § 5 prováděcí vyhlášky č. 505/2006 Sb., kde je uvedena i maximální výše úhrady za poskytování osobní asistence, jež činí 165 Kč za hodinu, pokud se služba osobě poskytuje v rozsahu nepřevyšujícím 80 hodin měsíčně a 145 Kč za hodinu, pokud se služba osobě poskytuje v rozsahu vyšším než 80 hodin měsíčně.

## Historie
Osobní asistence má počátek v Kalifornii, kde Ed Roberts, student univerzity v Berkeley a sám těžce tělesně postižený, na začátku 60. let spolu s dalšími tělesně postiženými spolužáky založil hnutí Independent Living. Ideou této skupiny mladých studentů bylo usilovat o to, aby tělesně postižení nemuseli žít v nemocnicích, či ústavech, ale mohli žít kvalitní život a mít právo na sebeurčení.
V Česku se začaly podobné projekty objevovat až na počátku 90. let. Mezi prvními vlaštovkami byl projekt Pražské organizace vozíčkářů, jejíž pracovníci se v roce 1991 rozhodli vycházet ze švédského a holandského konceptu. O rozšíření osobní asistence po celé republice se zasloužila mimo jiné Ing. Jana Hrdá.

## Cíl osobní asistence
Hlavním cílem osobní asistence je podpora soběstačnosti a samostatnosti člověka v jeho vlastním prostředí. Vychází z jeho individuálních potřeb a přání.
Osobní asistence je určena osobám, které mají z důvodu zdravotního postižení, chronického onemocnění, nebo věku, sníženou soběstačnost a vyžadují tak péči další osoby. Nárok na osobní asistenci mají osoby starší 7 let.

## Typy osobní asistence

### Sebeurčující osobní asistence
Člověk, který potřebuje asistenta, si jej sám sjedná a koordinuje jeho činnost. Specifikum je v tom, že není nutná žádná odborná příprava. Hrdá uvádí, že nemusí být vždy snadná pro klienta ani pro asistenta. Záleží na něm, zda si zvolí vhodného asistenta, který naplní jeho požadavky.

### Řízená osobní asistence
Opakem výše zmíněné je asistence vycházející z toho, že klient není schopen sám koordinovat činnost svého asistenta. Výhodou je, že asistenti jsou odborně vyškoleni na práci s klienty, kteří potřebují pomoc specializovanou. Vhodná je především pro klienty se smyslovým postižením a mentálním či psychickým postižením.

### Všeobecná osobní asistence
Tento typ asistence je zaměřen na každodenní problémy, se kterými se člověk využívající službu potýká. Není tedy určen jen na oblasti, s kterými asistent i klient počítají, ale i takové, které nelze předvídat, ale je nutné je aktuálně řešit.

### Speciální osobní asistence
Asistence je zaměřená na určité činnosti, při kterých klienti potřebují podporu z důvodu funkční poruchy nebo problému. Zařazují se sem například asistence pro matky se zdravotním postižením, prosociální asistence, pomoc lidem, kteří pečují o jinou osobu a pedagogické či pracovní asistence.

### Člen rodiny jako asistent
Pečující osobou je velmi často člen rodiny. Tato pomoc je podporována státem a má své výhody i úskalí. Je především závislá na možnostech pečujícího, který nemusí být vždy k dispozici (např. z hlediska zaměstnání) a vytváří velkou zátěž na rodinu. Vypomáhat takto mohou i přátelé a známí.

### Dobrovolná a společenská osobní asistence
Dobrovolná asistence může být sjednána přímo klientem, ale může mu být zprostředkována i organizací. Osobní asistent je dobrovolníkem, který není  finančně odměněn. Společenská osobní asistence poskytuje především společenský kontakt, ať už jím je například doprovod, rozšíření kulturního a společenského života jedince, či rozhovor.

## Kdo může být osobním asistentem
Osobním asistentem může být kdokoli, kdo má v první řadě motivaci k práci s danou cílovou skupinou. Měl by být přesvědčen o smyslu služby a znát její principy a cíle a být s nimi v souladu. Zároveň by se mělo jednat o zralou a vyrovnanou osobnost s dobrými komunikačními dovednostmi.
Rizikem této práce je, že se stane snadno stereotypní, také bývá velmi namáhavá a vyžaduje nasazení, což si osobní asistent nemusí vždy uvědomovat. Z těchto důvodů by měl být osobní asistent v určité fyzické kondici, disponovat dobrou vůlí a vytrvalostí a schopností empaticky vnímat druhé. I k tomu může, mimo jiné, pomoci odborná způsobilost a vedení.
Odbornou způsobilostí se myslí minimálně základní vzdělání a absolvovaný kurz, jehož kritéria jsou stanovena prováděcí vyhláškou č. 505/2006 Sb.

## Poskytovatelé osobní asistence v Česku
V Česku se službám osobní asistence věnuje několik neziskových organizací:
- Maltézská pomoc
- Hewer
- Asistence
- Paspoint
- Prosaz
- Polovina nebe
- Sue Ryder
- Charita
- Eliada
- Arpida
- Kosatec
- a další